# Mauries
Mauries é uma comuna francesa na região administrativa da Nova Aquitânia, no departamento Landes. Estende-se por uma área de 5,27 km². Em 2010 a comuna tinha 89 habitantes (densidade: 16,9 hab./km²).